# Kronuddens batteri

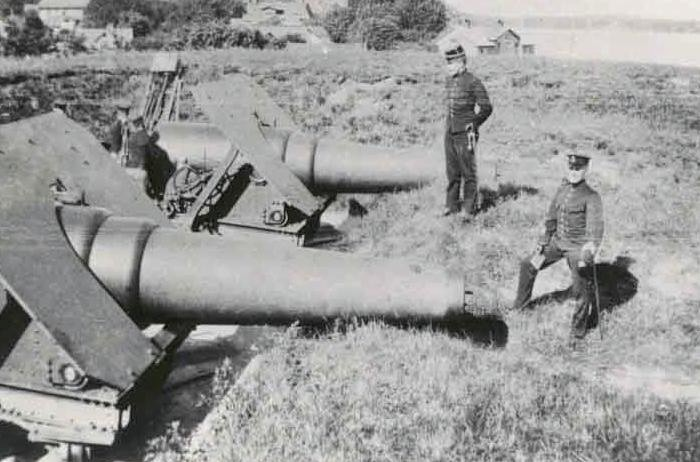
Batteriet 1904 med två av fyra 27 cm bakladdningskanoner i västra pjäsplatsen.

Kronuddens batteri (även 13:e batteriet) var ett kanonbatteri i Vaxholmslinjen som låg på Kronudden på Vaxöns östra sida mittemot Vaxholms kastell. Kronuddens batteri kallas även Portugisiska batteriet eftersom den tidvis var bestyckat med kanoner från Portugal. 1916 togs anläggningen ur krigsorganisationen.

## Historik
Redan i början av 1700-talet fanns här ett kanonbatteri för att förstärka försvaret av farleden mellan Vaxholms kastell och Vaxön (där orten Vaxholm ligger). Under Rysshärjningarna 1719  fanns här 20 kanoner av varierande kaliber. 1803 bestyckades batteriet med sju 18-pundskanoner från Portugal och tre mörsare, därav namnet "Portugisiska batteriet". Under hela 1800-talet underhölls batteriet och kanonerna byttes ut flera gånger. 
Den sista anläggningen stod färdig 1904. Då bestod bestyckningen av fyra 27 cm bakladdningskanoner av 1874 års modell som var kustartilleriets grövsta pjäser. De placerades på halvrunda styrräls i tre öppna värn med skjutriktning mot norr. I västra värnet fanns två pjäser; i de andra en pjäs vardera. Mot öst placerades två 23 cm bombkanoner. Inom anläggningen fanns en observationsplats under pansarkupol, ammunitionsdurk och vaktmästarebostad. Vid den tiden kallades platsen för "13:e batteriet" och ingick till en början i Vaxholmslinjen. 1916 togs kanonerna bort och flyttades till Karlskrona, varefter 13:e batteriet lades ner. Vallar, styrräls och observationsplats med ammunitionsbunkern finns fortfarande kvar.

## Nutida bilder

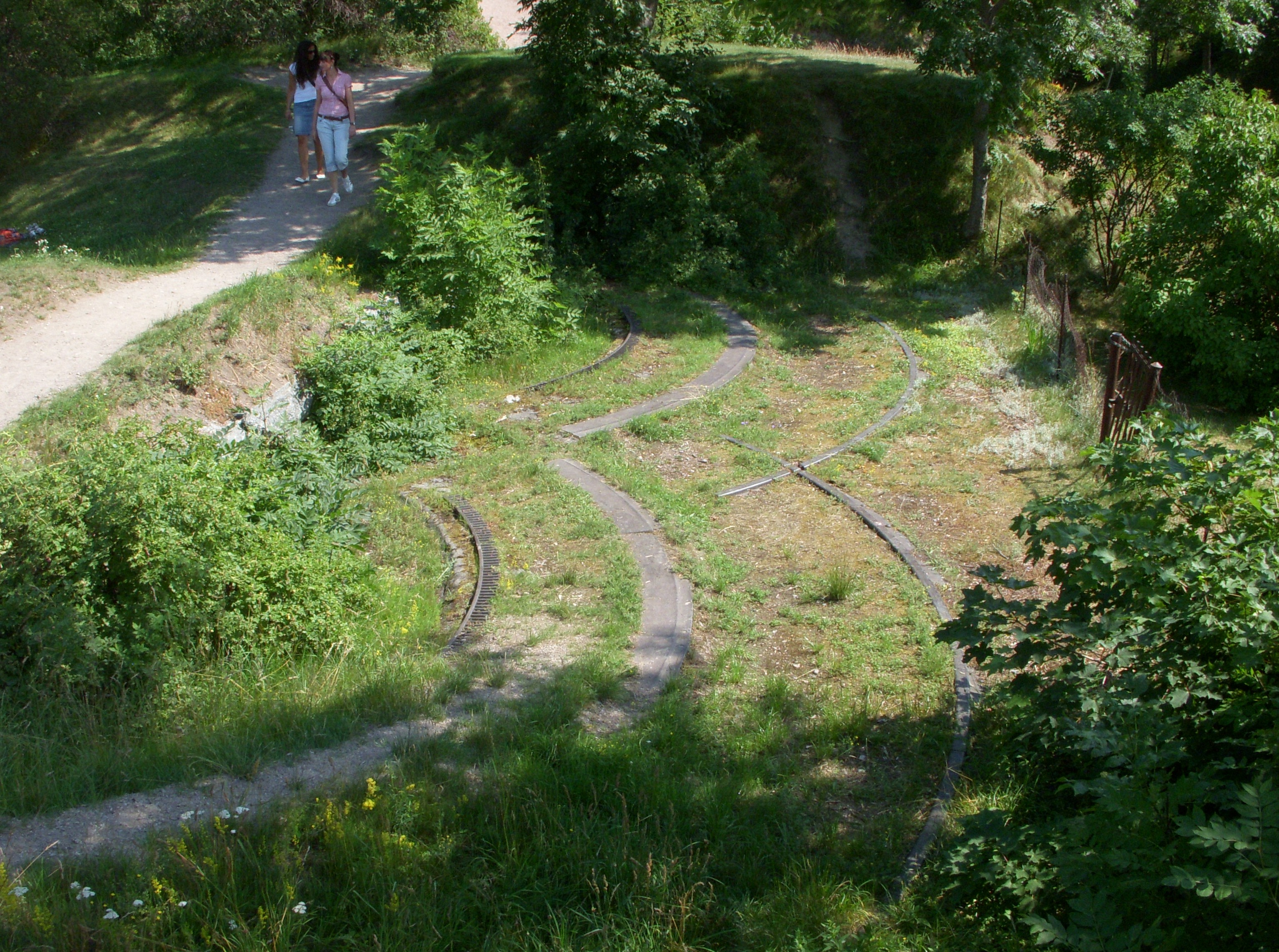
Västra batteriplatsen
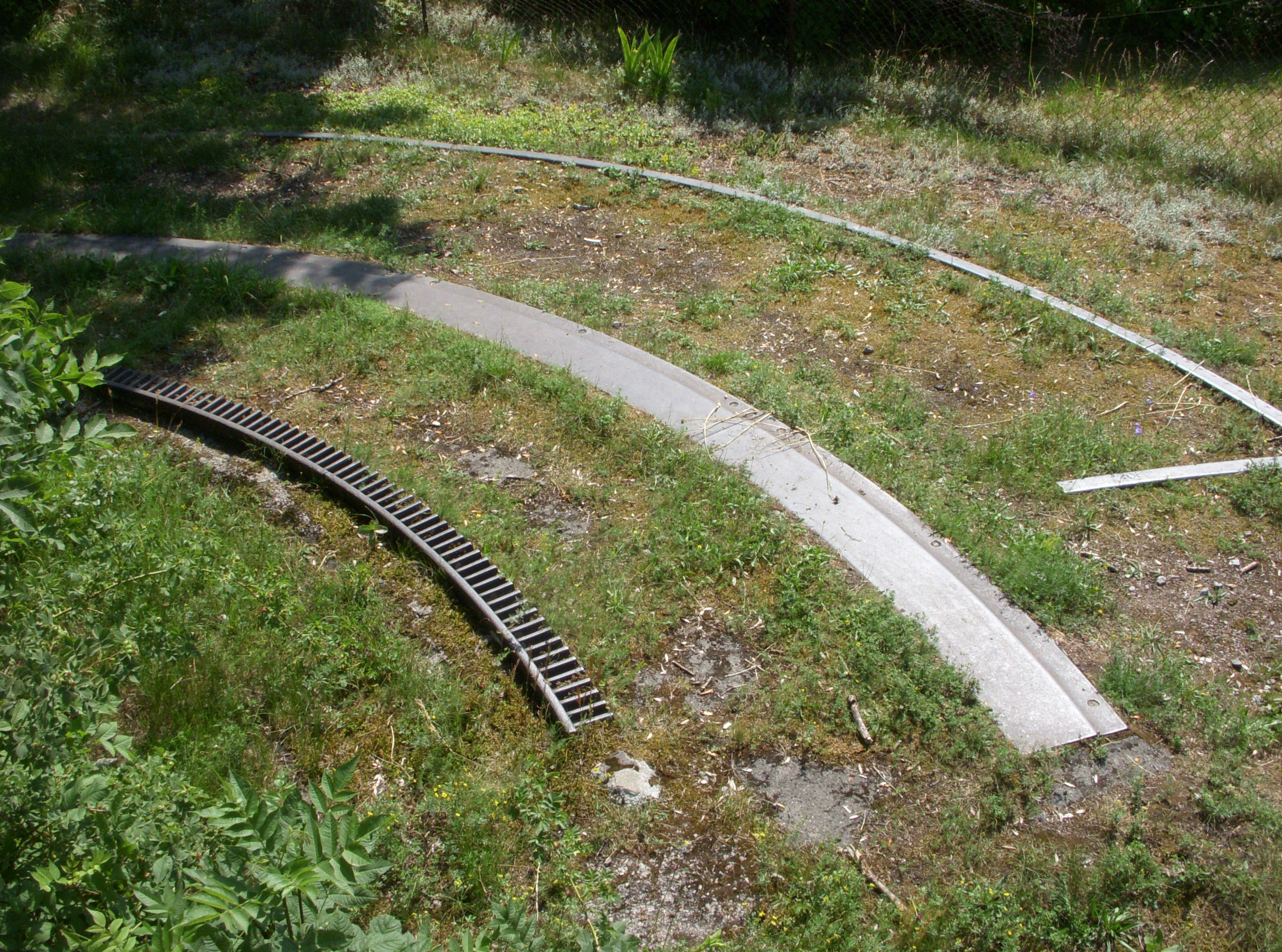
Kanonernas styrräls
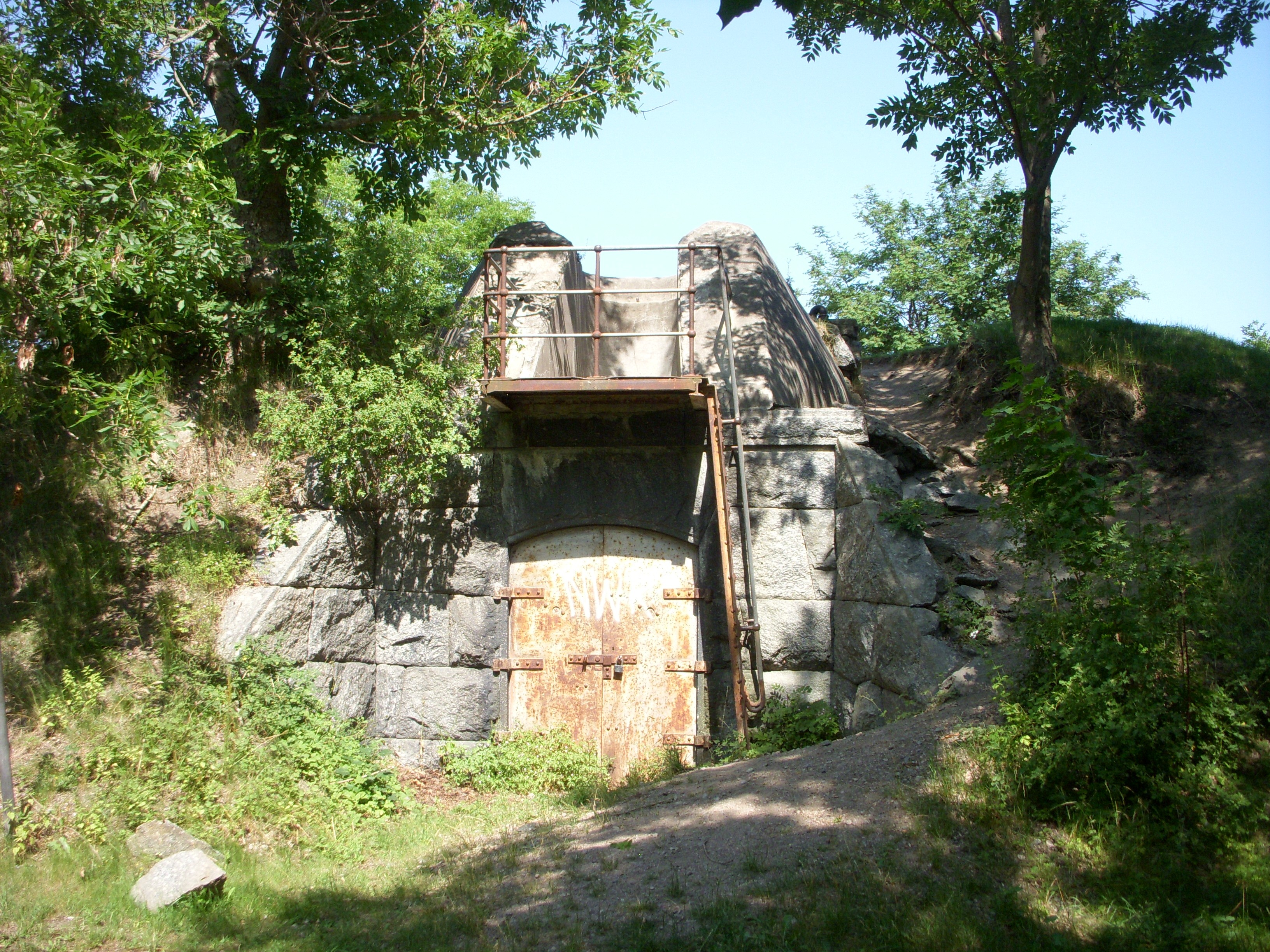
Observationsplatsen
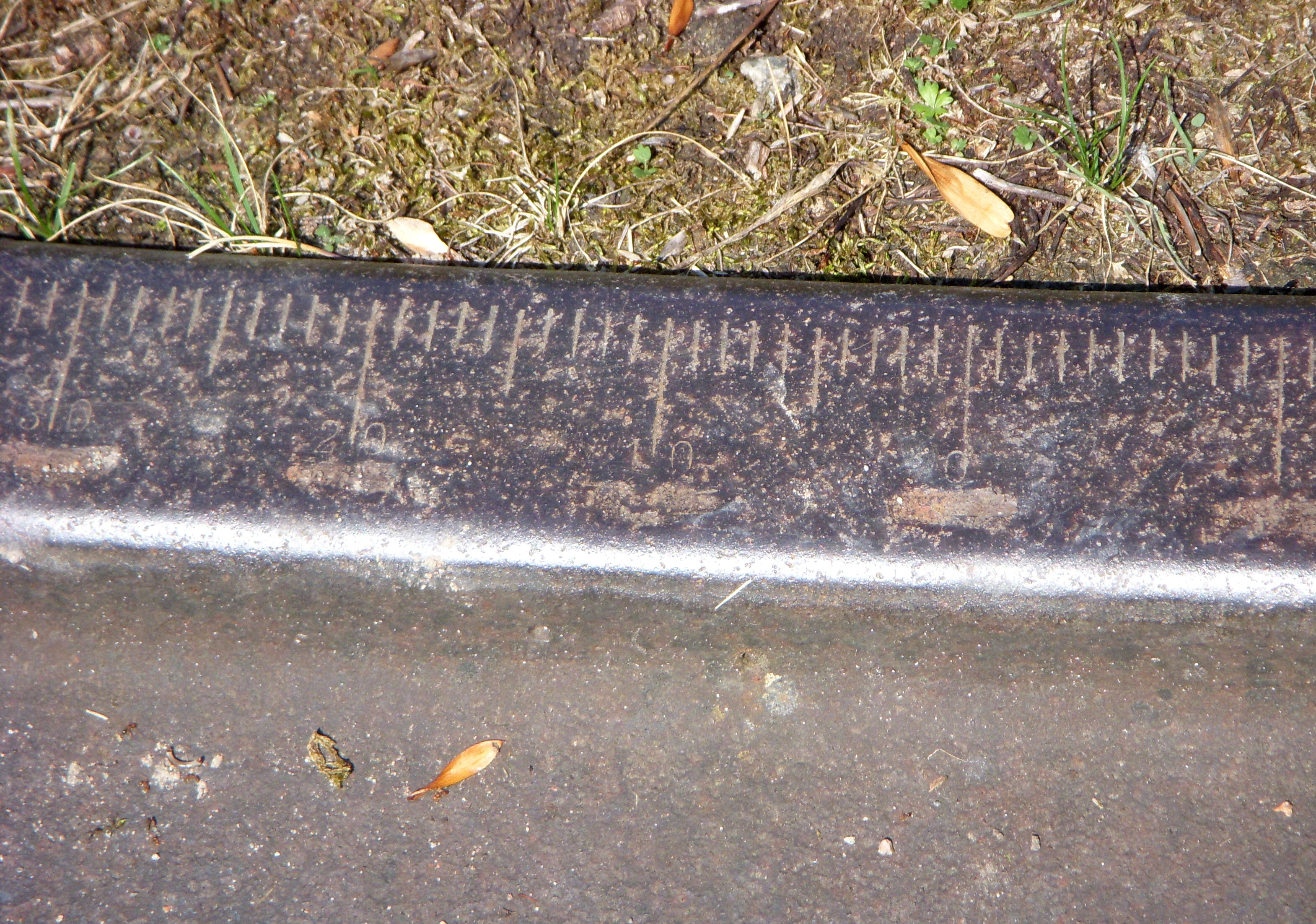
Gradmarkering på styrskenan